# Lucie Fagedet
Pour les articles homonymes, voir Fagedet.
Lucie Fagedet, née le 5 décembre 2000 , à Paris, est une actrice française. Elle se fait connaître par son rôle dans la série Parents mode d'emploi.

## Biographie
Lucie Fagedet rentre au cours Florent en 2009. En 2018, elle obtient son bac L mention « assez bien ».
Elle a pratiqué la natation en compétition quand elle avait 11-12 ans.

## Filmographie

### Cinéma
- 2014 : Le Goût des merveilles d'Éric Besnard : Emma
- 2016 : Maman a tort de Marc Fitoussi : Clarisse
- 2017 : Monsieur et Madame Adelman de Nicolas Bedos : Chloé
- 2020 : Voir le jour de Marion Laine : Zoé
- 2023 : Pour l'honneur de Philippe Guillard : Chiara

### Télévision
- 2012 : La vie au grand air
- 2013 - 2018 : Parents mode d'emploi : Laëtitia
- 2018 : La Faute de Nils Tavernier : Chloé
- 2018 : Parents mode d'emploi, le film : Laëtitia
- 2020 : Cassandre, saison 4, épisode 1 : Solen Joussineau
- 2020 - 2022 : Skam France : Tiffany Prigent (récurrente saison 6, centrale saison 7, principale saison 8, saison 9 et saison 10)
- 2021 : Les Héritières de Nolwenn Lemesle : Valentine
- 2021 : Loin de chez moi de Frédéric Forestier : Morgane
- 2024 : Meurtres en Arbois de Laurence Katrian : Marion Villermoz
- 2023 : Follow de Louis Farge : Jeanne Durant
- 2025 : L'Intruse de Shirley Monsarrat : Tess

## Distinctions
En 2016, elle est nommée aux Melty Future Awards, catégorie « coming soon ».